# Orquesta Sinfónica de Londres
La Orquesta Sinfónica de Londres (en inglés: London Symphony Orchestra, abreviada como LSO) es una de las orquestas sinfónicas más importantes del Reino Unido y del mundo. Desde 1982 tiene su sede en el Barbican Centre de Londres.

## Historia
Como organismo autónomo, la orquesta selecciona a los directores con los que trabaja. En algunas etapas de su historia, ha prescindido del director titular trabajando solo con directores invitados. Entre los directores con los que más se asocia son, en sus primeros días, Hans Richter, sir Edward Elgar, y sir Thomas Beecham, y en las últimas décadas Pierre Monteux, André Previn, Claudio Abbado, Colin Davis y Valery Gergievy 
Desde 1982, la Orquesta Sinfónica de Londres se encuentra en el Barbican Centre de la ciudad de Londres. Entre sus programas más destacados, ha realizado festivales a gran escala que celebran compositores tan diversos como Berlioz, Mahler o Bernstein. La LSO dice ser la orquesta más grabada en el mundo; ha realizado grabaciones de gramófono desde 1912 y ha participado en más de 200 bandas sonoras para el cine, de las cuales las más conocidas incluyen la serie Star Wars
Fue fundada en 1904 como una organización independiente y autogobernable, la primera semejante en el Reino Unido. Dio su primer concierto el 9 de junio de aquel año, con Hans Richter dirigiendo. Permaneció como director principal hasta 1911, cuando Edward Elgar lo sucedió por un año.
Más recientemente, entre sus directores principales están Pierre Monteux (1961-64), István Kertész (1965-68), André Previn  (1968-79) y Claudio Abbado (1979-88). En 1988, el estadounidense Michael Tilson Thomas lo sucedió.
La LSO fue la primera orquesta británica en tocar en el extranjero cuando fue a París en 1906. La LSO iba a viajar en el RMS Titanic para un concierto de año nuevo en abril de 1912, pero afortunadamente cambió de planes a último minuto. También fue la primera en tocar en Estados Unidos, en 1912, y en 1973 fue la primera en ser invitada para tomar parte en el Festival de Salzburgo. Continúa realizando giras alrededor del mundo.

### Desde 1990
La LSO visitó Japón en 1990 con Bernstein y Tilson Thomas. Los directores y actores participaron en la inauguración del  Festival de Música del Pacífico en Sapporo, enseñando y dando clases magistrales para 123 jóvenes músicos de 18 países. Colin Matthews fue nombrado compositor asociado de la orquesta en 1991 y al año siguiente Richard McNicol se convirtió en el primer animador musical de LSO Discovery. La orquesta obtuvo mayores fondos del Arts Council, la City of London Corporation y patrocinadores comerciales, lo que permitió a la orquesta establecer un sistema de directores conjuntos, atrayendo a músicos de alto nivel que pudieran actuar con la LSO sin tener que renunciar a sus carreras de solistas o de cámara.
En 1993, la LSO nuevamente apareció en una serie de televisión británica, tocando en Concierto con Tilson Thomas y Dudley Moore. Entre los solistas se encontraban Alicia de Larrocha, James Galway, Steven Isserlis, Barry Douglas, Richard Stoltzman y Kyoko Takezawa. La serie recibió un Premio Emmy. En 1994 la orquesta y la Royal Shakespeare Company (RSC), residente en el Barbican Theatre, se vieron amenazadas por un nuevo director gerente del Barbican Centre, la Baronesa O'Cathain, una economista sin antecedentes culturales. O'Cathain, descrito por Morrison como "una comerciante thatcherista", rechazó la LSO y el RSC y se opuso al subsidio público. La reacción pública y de la prensa fue tal que ella se sintió obligada a buscar un voto de confianza de la LSO y el RSC. Al no lograrlo, renunció y fue sucedida por John Tusa, a quien Morrison calificó de "muy culto". Se evitó el peligro de que la sala de conciertos se convirtiera en un centro de conferencias.
En 1995, Colin Davis fue nombrado director general. Había dirigido por primera vez la LSO en 1959, y se había esperado que sucediera a Monteux como director principal en 1964. Entre los proyectos más destacados de Davis con la orquesta se encontraba el festival más ambicioso de LSO hasta el momento, la "Odisea Berlioz", en la que se dieron todas las obras principales de Berlioz. El festival continuó en el año 2000. Muchas de las actuaciones, incluyendo Les Troyens, fueron grabadas para la nueva etiqueta de la orquesta "LSO Live", lanzada en 2000. Les Troyens ganó dos premios Grammy. 
En 2003, con el respaldo de la firma bancaria UBS, la orquesta abrió LSO St Luke, su centro de educación musical, en una antigua iglesia cercana al Barbican. Al año siguiente la orquesta celebró su centenario, con un concierto de gala al que asistieron la Patrona de la LSO, la Reina de Inglaterra. Después de ser director ejecutivo durante 21 años, Clive Gillinson se convirtió en director ejecutivo del Carnegie Hall, Nueva York. Su sucesora fue Kathryn McDowell.
Durante la segunda mitad de la década, se realizaron importantes cambios en la dirección de la orquesta. En 2006 Daniel Harding se unió a Michael Tilson Thomas como invitado principal, y al año siguiente Davis se retiró como director general y fue nombrado presidente de la orquesta, el primero desde la muerte de Bernstein en 1990. Davis fue sucedido como director principal por Valery Gergiev. En la primera temporada de Gergiev en el cargo, se dio un ciclo completo de las Sinfonías Mahler, con el Barbican Hall agotado para cada concierto. En 2009 Davis y el LSO celebraron los 50 años de trabajar juntos. En el mismo año la LSO sustituyó a la Filarmónica de Berlín como la orquesta residente en el Festival de Aix-en-Provence, añadiéndolo a una lista de residencias internacionales en lugares como el Lincoln Center de Nueva York, la Salle Pleyel en París y el Daytona Festival internacional de la playa en la Florida. En 2010, la LSO visitó Polonia y Abu Dhabi por primera vez y realizó su primer regreso a la India desde la gira mundial de 1964. La orquesta tocó en la ceremonia de inauguración de los Juegos Olímpicos de 2012, dirigida por Sir Simon Rattle. 
Se anunció en marzo de 2015 que Gergiev dejaría la dirección principal al final del año, a ser sucedido por Simon Rattle a partir de septiembre de 2017, con un contrato inicial de cinco años. En febrero de 2016, la orquesta anunció además que a partir de la temporada 2016-17 Gianandrea Noseda será titulado "Principal Guest Conductor" (acompañando a Daniel Harding, otro Director Principal Invitado de la orquesta, quien ha ocupado ese cargo desde 2006), y que Michael Tilson Thomas tendrá el título de "Director Laureado" y Andre Previn será titulado "Director Emérito".
Sir Antonio Pappano dirigió por primera vez como invitado a la LSO en 1996. En marzo de 2021, la LSO anunció su nombramiento como próximo director titular, con efecto a partir de septiembre de 2024. En febrero de 2022, se anunció el nombramiento de Barbara Hannigan como «Artista Asociada» durante tres años.

## Características
La LSO ha sido considerada como la orquesta más extrovertida de las orquestas de Londres. Hay un ambiente de buen ánimo juvenil en su forma de hacer música que se muestra en sus interpretaciones de compositores como Berlioz y Prokófiev. La LSO a menudo ha tenido músicos internacionalmente conocidos como solistas en sus vientos, estrellas como James Galway (flauta), Gervase de Peyer (clarinete) y Barry Tuckwell (corno). Como muchos conjuntos, la orquesta tiene una gran habilidad en cambiar su sonido, produciendo colores tonales muy diferentes de diversos directores como Stokowski (con quien realizó una serie de grabaciones memorables), Boult, Horenstein, Solti, Previn, Szell, Abbado, Bernstein y Barbirolli, no sin mencionar a Karl Böhm, que desarrolló una relación cercana con la orquesta al final de su vida.
La LSO es también famosa por grabar muchas bandas sonoras de películas a lo largo de los años. Entre estos, bajo la batuta del compositor John Williams, todas las películas de Star Wars (con el trompetista Maurice Murphy tocando en todas ellas), ¿Quién engañó a Roger Rabbit?, Raiders of the Lost Ark,The Land Before Time, Braveheart, Harry Potter y la cámara secreta y Superman, además de la innovadora IllumiNations en el parque temático estadounidense, Epcot. También ha participado en muchas grabaciones de pop, entre ellas Sgt. Pepper's Lonely Hearts Club Band de The Beatles.
La Orquesta Sinfónica de Londres también ha trabajado en la creación de un disco de música de la gran saga "The Legend Of Zelda" debido a su reciente 25 aniversario.
En 1966 el Coro Sinfónico de Londres (LSC) fue formado para complementar el trabajo de la LSO. Consistiendo en más de 200 cantantes amateurs, el LSC mantiene una cercana asociación con la LSO; sin embargo ha desarrollado una vida independiente, que le permite acompañar a otras orquestas importantes.
Recientemente ha colaborado con la gigante Imperial Orchestra en presentaciones y conciertos.
Otras orquestas con sede en Londres son la Orquesta Filarmónica de Londres, la Orquesta Filarmónica Real, la Orquesta de Cámara Inglesa, la Philharmonia y la Orquesta Sinfónica de la BBC.

## Reputación
La LSO ha sido clasificada, al menos en tres ocasiones, como una de las mejores orquestas del mundo. Durante muchos años la LSO tenía una reputación como un conjunto casi exclusivamente masculino (exceptuando las mujeres arpistas). Morrison describe la LSO de la década de 1960 y 70 como "un grupo de chicos traviesos que se expandió por todo el mundo". Antes de la década de 1970 una de las pocas mujeres que interpretan en la orquesta fue la oboísta Evelyn Rothwell, quien se unió en la década de 1930 y se encontró a sí misma considerada como un extraño por sus compañeros masculinos. Ella no fue admitida como miembro pleno de la orquesta; la primera mujer en ser elegida como miembro de la orquesta Sinfónica de Londres fue Renata Scheffel-Stein en 1975;  para ese momento otras orquestas británicas habían dejado la LSO muy atrás en este sentido.
En el momento de su centenario el 20 por ciento de los miembros de la LSO eran mujeres. Algunos músicos, entre ellos Davis, juzgaron que esto mejoró el desempeño de la orquesta, así como su comportamiento. Otros, incluyendo Previn y la trompeta solista veterana Maurice Murphy, consideraron que si bien la técnica de interpretar había mejorado, la disminución de hombres en la orquesta se sintió.

## Grabaciones

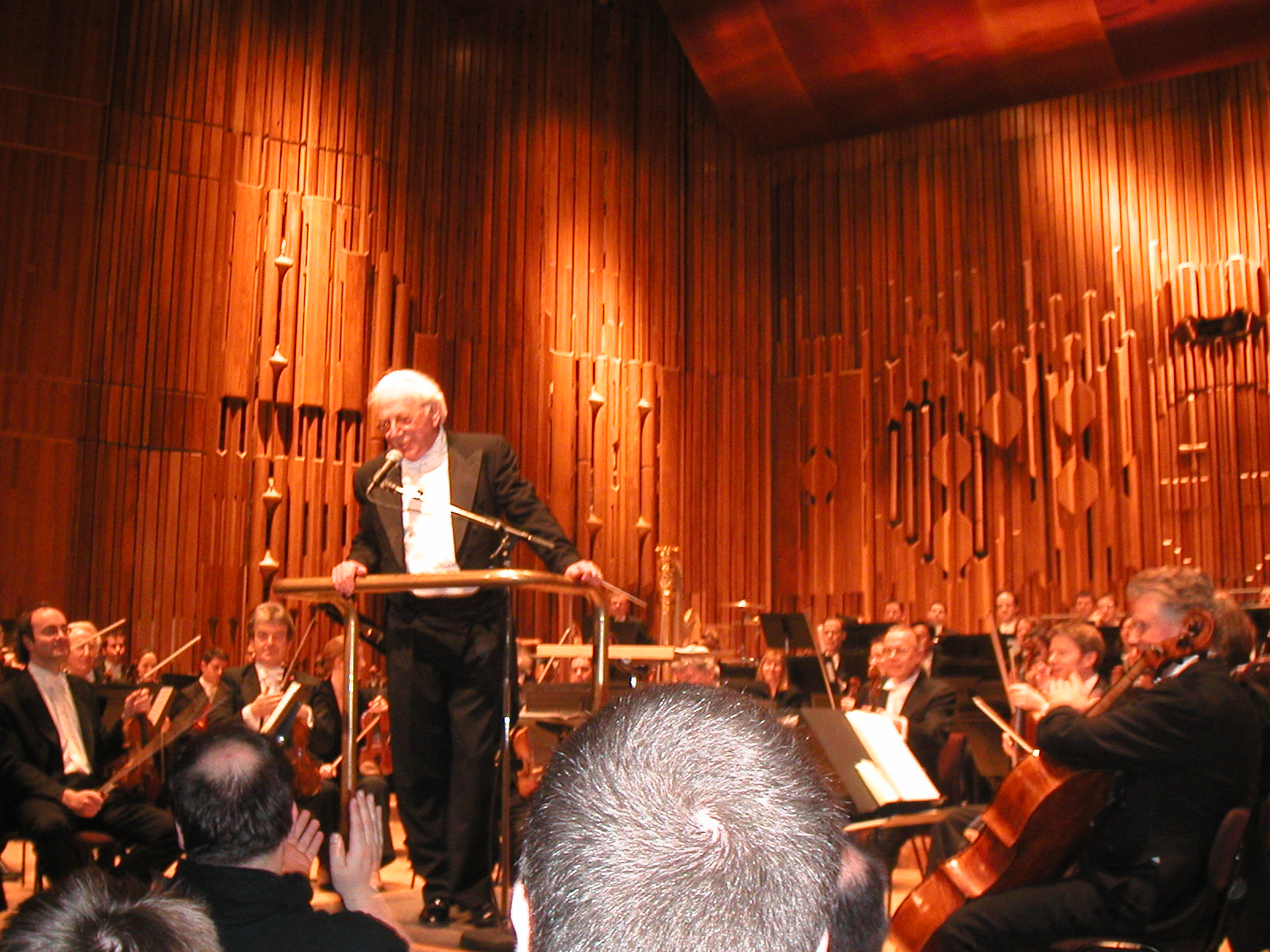
Jerry Goldsmith dirigiendo la Orquesta Sinfónica de Londres

### Películas
Durante la década de 1920 la orquesta tocó las partituras arregladas y dirigidas por Eugene Goossens para acompañar la proyección de Los tres mosqueteros (1922), Los nibelungos (1924), La ninfa constante (1927) y La vida de Beethoven (1929).
Desde 1935, la LSO ha grabado las partituras musicales de más de 200 películas. La orquesta debía su compromiso para sus primeras sesiones de la banda de sonido a Muir Mathieson, director musical de Korda Studios. En la página web de la Orquesta Sinfónica de Londres, el especialista de cine Robert Jinete llama a Mathieson "la figura más importante en la historia temprana de la música de cine británico, que se alistó la dicha de escribir una partitura para lo por venir, y que fue posteriormente responsable de traer el más eminente británico compositor del siglo 20 para trabajar para el cine". Mathieson describió la LSO como "la orquesta película perfecta". Entre los compositores encargados por Mathieson para bandas sonoras de LSO figuran Vaughan Williams, Walton, Britten y Malcolm Arnold y compositores más ligeros incluyendo Eric Coates y Noël Coward. 
Como un pináculo de la colaboración de Mathieson con la LSO, Rider cita los 1946 Instrumentos de cine de la Orquesta, un récord de la película de la LSO en el trabajo. Sargent dirigió la orquesta en una actuación de Britten Guía de la Persona Joven de la Orquesta, compuesta para la película. Jinete añade, "el documental de Mathieson, con sus primeros planos de los músicos y sus instrumentos, bellamente captura la vitalidad y la textura de la Orquesta en medio del optimismo de la era posterior a la Segunda Guerra Mundial".
Otro hito en la historia de la Orquesta Sinfónica de Londres en la música de cine fue en 1977 con la grabación de la partitura de John Williams para la primera de las seis películas de Star Wars. Jinete comenta que esta película y sus secuelas "atrajo a un nuevo grupo de admiradores y consolidaron el período de actividad de la música de cine para la Orquesta, que continúa sin cesar hasta nuestros días". La LSO también registró otras bandas sonoras de Williams, incluyendo Superman (1978) y En busca del arca perdida (1981).

## Directores
- Hans Richter (1904–1911)
- Edward Elgar (1911–1912)
- Arthur Nikisch (1912–1914)
- Thomas Beecham (1915–1917)
- Albert Coates (1919–1922)
- Willem Mengelberg (1930–1931)
- Hamilton Harty (1932–1935)
- Josef Krips (1951–1954)
- Pierre Monteux (1960–1964)
- István Kertész (1965–1968)
- André Previn (1968–1979)
- Claudio Abbado (1979–1987)
- Michael Tilson Thomas (1987–1995)
- Colin Davis (1995– 2006)
- Valery Gergiev (2007 - 2017)
- Simon Rattle (designado como Music Director a partir de 2017)

## Integrantes (2010-11)

### Sección de cuerda
Violines primeros
- Concertinos: Gordan Nikolic, Roman Simovic
- Solistas: Carmine Lauri, Tomo Keller
- Ayudas de solista: Lennox Mackenzie, Nicholas Wright
- Nigel Boradbent, Ginette Decuyper, Jörg Hammann, Michael Humphrey, Maxine Kwok-Adams, Claire Parfitt, Elizabeth Pigram, Laurent Quenelle, Harriet Rayfield, Colin Renwick, Ian Rhodes, Sylvain Vasseur, Rhys Watkins

Violines segundos
- Solistas: David Alberman, Evgeni Grach
- Ayudas de solista: Tom Norris, Sarah Quinn
- Miya Ichinose, David Ballesteros, Richard Blayden, Matthew Gardner, Belinda McFarlane, Iwona Muszynska, Philip Nolte, Andrew Pollock, Paul Robson, Louise Shackleton

Violas
- Solistas: Paul Silverthorne, Edward Vanderspar
- Ayudas de solista: Gilliane Haddow, Malcolm Johnston
- Regina Beukes, Germán Clavijo, Lander Echevarria, Richard Holttum, Robert Turner, Heather Wallington, Jonathan Welch, Natasha Wright, Gina Zagni

Violonchelos
- Solistas: Rebecca Gilliver, Tim Hugh
- Ayuda de solista: Minat Lyons, Alastair Blayden, Jennifer Brown
- Mary Bergin, Noel Bradshaw, Daniel Gardner, Keith Glossop, Hilary Jones, Amanda Truelove

Contrabajos
- Solista: Rinat Ibragimov
- Ayudas de solista: Colin Paris, Nicholas Worters
- Michael Francis, Matthew Gibson, Tom Goodman, Patrick Laurence, Jani Pensola

### Sección de madera
Flautas
- Solistas: Gareth Davies, Adam Walker
- Ayuda de solista: Siobhan Grealey
- Flautín solista: Sharon Williams

Oboes
- Solistas: Emmanuel Abbühl, Kieron Moore
- Corno inglés solista: Christine Pendrill

Clarinetes
- Solistas: Andrew Marriner, Chris Richards
- Clarinete en mi bemol solista: Chu-Yu Mo
- Clarinete Bajo solista: Lorenzo Iosco

Fagotes
- Solista: Rachel Gough
- Ayuda de solista: Joost Bosdijk
- Contrafagot solista: Dominic Morgan

### Sección de metal
Trompas
- Solistas: Timothy Jones, David Pyatt
- Ayudas de solista: Angela Barnes, Jonathan Lipton

Trompetas
- Solistas: Philip Cobb, Rod Franks
- Nigel Gomm, Gerald Ruddock

Trombones
- Solistas: Dudley Bright, Katy Jones
- Ayudas de solista: James Maynard
- Trombón bajo solista: Paul Maynard

Tubas
- Solista: Patrick Harrild

### Sección de percusión
- Timbales: Nigel Thomas
- Solista: Neil Percy
- Ayuda de solista: David Jackson
- Teclados: John Alley

### Arpas
- Arpa solista: Bryn Lewis
- Ayuda de solista: Karen Vaughan

## En la cultura popular
- La Orquesta Sinfónica de Londres fue utilizada en el videojuego Tomb Raider: El ángel de la oscuridad ofreciendo buena parte de la música de fondo del juego.
- Numerosas veces ha sido utilizada en la saga de películas Star Wars.
- Se hace una parodia en el episodio de Los Simpsons, "Homerpalooza", donde interpretan una breve versión de la canción de rap "Insane in the Brain" junto a Cypress Hill.
- Ha estado en un álbum de un rapero puertorriqueño llamado Tempo  en su disco Free Tempo en la que él canta desde la prisión.
- El 7 de noviembre del año 2017, fue responsable de la colaboración con SEGA y el Sonic Team en el juego, Sonic Forces. Su música se puede escuchar en el Álbum digital Sonic Forces His-Re Collection, lanzado por la casa discográfica Wave Master.